# Clase Horizon
La clase Horizon (oficialmente: Horizon Common New Generation Frigate) es un proyecto de colaboración multinacional para producir un nuevo modelo de fragata antiaérea. Originalmente la alianza estaba compuesta por Gran Bretaña, Francia e Italia; aunque en la actualidad se trata de un diseño franco-italiano tras la retirada británica debido a las diversos requerimientos de sus respectivas marinas. El proyecto recibe el nombre de Orizzonte en Italia y Horizon en Francia. Son los buques de combate europeos más poderosos tras los destructores Tipo 45 británicos.

## Historia
Francia, Italia y Reino Unido publicaron un conjunto de requisitos después de la cancelación del proyecto de fragata OTAN NFR-90. El resultado del programa CNGF consistió en la fragata Horizon y en el sistema europeo de misiles antiaéreos conocido como PAAMS. Son los buques de combate europeos más poderosos tras los destructores Tipo 45 británicos y las diversas clases de cruceros y destructores rusos.

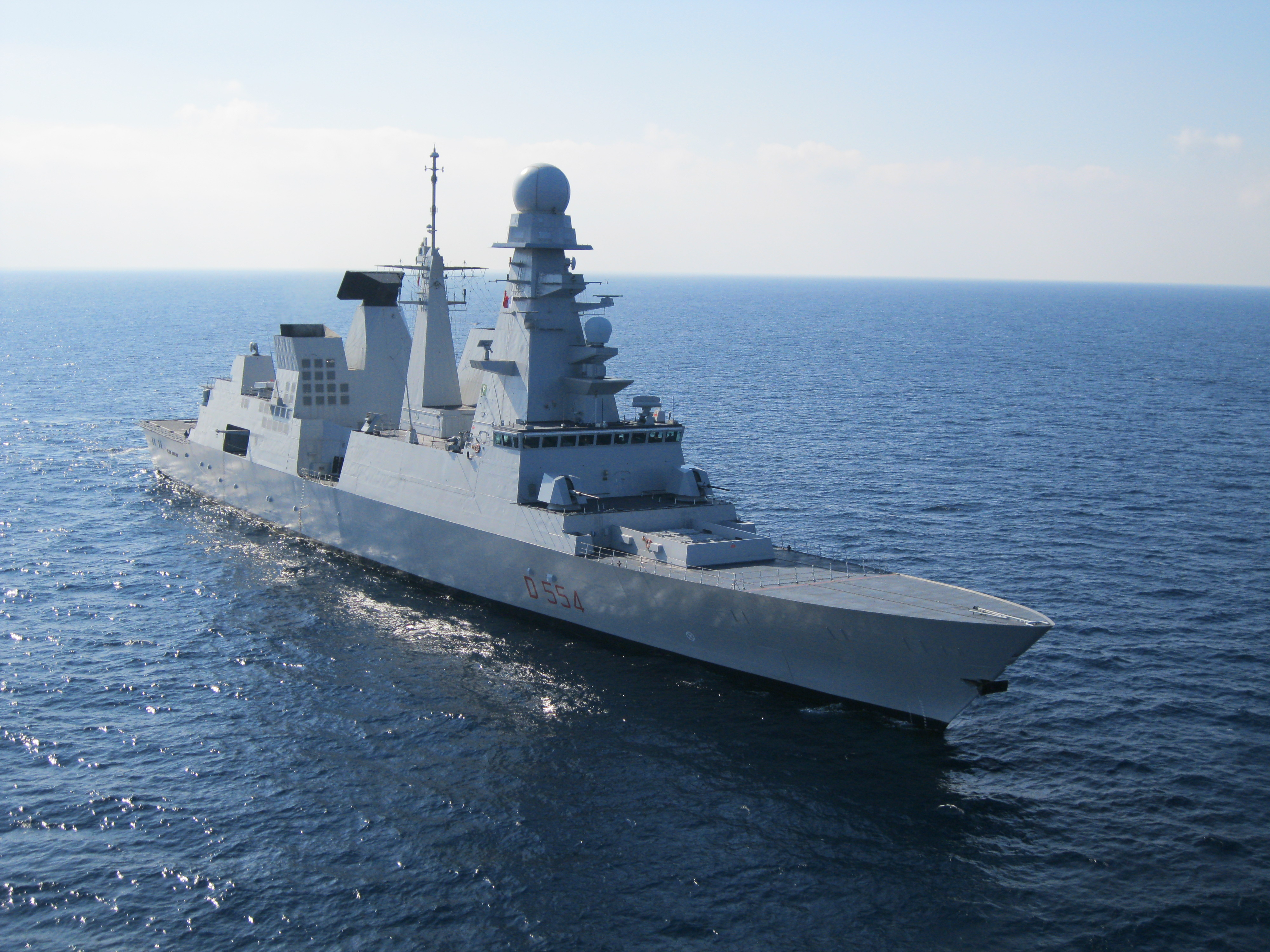
Destructor italiano Duilio en 2011.

Los problemas para sacar adelante el proyecto surgieron casi de inmediato, siendo el principal la disparidad de requerimientos que debía cumplir la fragata para cada una de los tres países socios. Francia deseaba un buque para escoltar a sus portaaviones, pero de un alcance limitado dada la capacidad de autodefensa que ya tenía el Charles de Gaulle (R 91). Italia también requería un sistema antiaéreo de alcance limitado puesto que su flota operaría en el Mediterráneo, un mar cerrado, y estaría apoyada por la fuerza aérea. Sin embargo, La Real Marina Británica deseaba una fragata con mayor capacidad que fuera capaz de crear una gran burbuja defensiva sobre su flota en aguas hostiles. El compromiso alcanzado que en gran medida solventaba el problema fue la adopción de una interfaz de radar estándar permitiendo a Francia e Italia a utilizar el radar multifunción EMPAR y a Reino Unido el SAMPSON - el radar  BAE SAMPSON tenía una tasa mayor de procesamiento de datos y distintos modos de radar, permitiendo una mayor capacidad de adquisición de múltiples objetivos, mejor detección a largas distancias de objetivos con baja firma radar (o sección radar), menor ratio de falsas alarmas y una mayor precisión en la adquisición de objetivos.
Principal Anti-Air Missile System (PAAMS) es ma principal arma antiaérea, un diseño conjunto británico, francés e italiano. El PAAMS consta de un control de fuego S1850M ( >450 km) y un radar de rastreo EMPAR, un sistema de misiles MBDA ASTER 15 ( >30 km)  y ASTER 30 ( mach 4.5  > 100 km)  y un lanzador de misiles vertical de 48 celdas SYLVER, dando capacidad antiaérea de corto y largo alcance. El sistema PAAMS es capaz de controlar y coordinar varios misiles en el aire a la vez, permitiendo que puedan interceptarse varios objetivos, además, el lanzador de misiles SYLVER puede actualizarse para agregar armas más modernas si fuera necesario. Se ha sugerido que el radar S1850M es capaz de seguir un objeto del tamaño de una pelota de cricket viajando a tres veces la velocidad del sonido.
En las unidades italianas  está en curso la actualización de los tres cañones  a la versión 76 / 62mm Super Rapid Multi Alimentación David / Strales con capacidades para la utilización de la munición guiada  DART con función antimisiles.

## Unidades
| Nombre          | Número          | Constructor                                     | Número casco    | Puesto en grada          | Botado                | En servicio             | Consigna        |
| Armada francesa | Armada francesa | Armada francesa                                 | Armada francesa | Armada francesa          | Armada francesa       | Armada francesa         | Armada francesa |
| --------------- | --------------- | ----------------------------------------------- | --------------- | ------------------------ | --------------------- | ----------------------- | --------------- |
| Forbin          | D620            | DCNS Lorient                                    |                 | 4 de abril de 2002       | 10 de marzo de 2005   | diciembre de 2008       |                 |
| Chevalier Paul  | D621            | DCNS Lorient                                    |                 | 23 de octubre de 2003    | 12 de julio de 2006   | junio de 2009           |                 |
| Marina Militare |                 |                                                 |                 |                          |                       |                         |                 |
| Andrea Doria    | D 553           | Fincantieri Riva Trigoso y Muggiano (La Spezia) | 6108            | 19 de julio de 2002      | 15 de octubre de 2005 | 22 de diciembre de 2007 | Altius Tendam   |
| Caio Duilio     | D 554           | Fincantieri Riva Trigoso y Muggiano (La Spezia) | 6109            | 19 de septiembre de 2003 | 23 de octubre de 2007 | 3 de abril de 2009      | Nomen numen     |